# Conferència de Potsdam
La conferència de Potsdam va ser una reunió duta a terme a Potsdam, Alemanya (prop de Berlín) entre el 17 de juliol i el 2 d'agost de 1945. Els participants van ser la Unió Soviètica, el Regne Unit i els Estats Units, els més poderosos dels aliats que van derrotar les potències de l'Eix en la Segona Guerra Mundial. Els caps de govern d'aquestes tres nacions eren el secretari general del Partit Comunista, Stalin, el primer ministre Clement Attlee i el president Harry S. Truman, respectivament. Stalin, Churchill i Truman (així com Clement Attlee, que va succeir a Churchill després de guanyar les eleccions de 1945) havien acordat decidir com administrarien Alemanya, que s'havia rendit incondicionalment nou setmanes abans, el 8 de maig. Els objectius de la conferència també incloïen l'establiment d'un ordre de postguerra, assumptes relacionats amb tractats de pau i l'estudi dels efectes de la guerra.

## Participants
- Unió Soviètica, representada per Stalin: Va arribar a la conferència un dia després de l'inici, al·legant "assumptes de negocis" que requerien la seva atenció, però en realitat podria haver sofert un petit infart. Es comenta que amb això Stalin va poder haver buscat centrar una major atenció sobre la seva persona.
- Regne Unit, representat per Winston Churchill i més tard per Clement Attlee: Els resultats de les eleccions generals britàniques es van conèixer durant la conferència. Com a conseqüència de la victòria del Partit Laborista sobre els conservadors, el càrrec de primer ministre va canviar de mans.
- Estats Units, representat pel nou president Harry S. Truman: Stalin va suggerir que Truman presidís la conferència en tant que era l'únic cap d'Estat present, recomanació acceptada per Churchill.

## Acords de la conferència
A Potsdam, igual que a la conferència de Ialta, també va acabar sense grans conclusions globals. Una vegada més es va tornar a parlar de les fronteres de Polònia, i del procés de desnazificació o de la persecució i el processament dels responsables polítics de l'Alemanya nazi. Però, moltes qüestions van quedar aparcades perquè les resolguessin en successives reunions els ministres d'afers estrangers de les grans potències vencedores. Per tant, la guerra va acabar i a les grans conferències, sobretot a la conferència de Ialta i Potsdam, els grans van actuar com a notaris de la nova situació geopolítica que havien creat les operacions bèl·liques, més que com a cervells de la nova reordenació. Així, els aliats occidentals van tenir una influència escassa sobre les zones en què la realitat de l'ocupació militar soviètica dictava les seves normes. I a l'inrevés en els països de la meitat occidental, amb uns partits comunistes que havien resultat enfortits per la guerra (Itàlia, França, Grècia). Moscou no va aconseguir exercir una influència decisiva.
Els acords de la conferència foren:
- Devolució de tots els territoris europeus annexionats per Alemanya des de 1937 i separació d'Àustria.
- Objectius durant l'ocupació aliada d'Alemanya: desmilitarització, desnazificació, democratització i descartelització.
- L'acord de Potsdam, que establia la divisió d'Alemanya i Àustria en quatre zones d'ocupació (ja acordada en la conferència de Ialta), i una divisió similar de Berlín i Viena. Així, Alemanya i Àustria van quedar dividides en zones d'ocupació, més o menys com havien planejat els guanyadors, però ningú no sabia què es faria després. No es va convocar cap conferència de pau com la que havia tingut lloc al final de la Primera Guerra Mundial.
- Persecució dels criminals de guerra nazis.

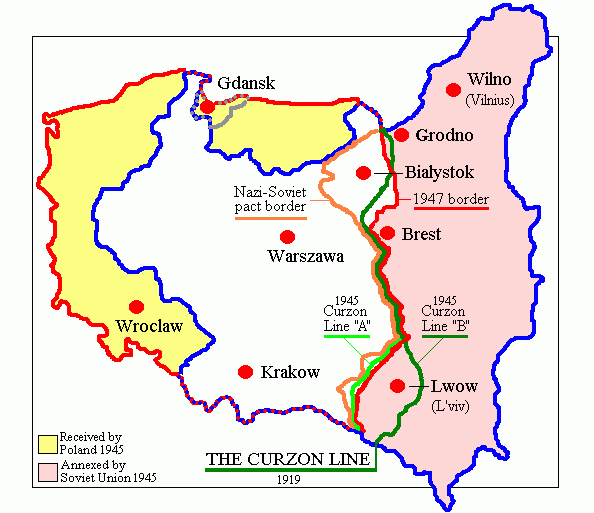
Fronteres antigues i noves de Polònia el 1945. El territori que prèviament formava part d'Alemanya és en groc.

- L'establiment temporal de la línia Oder-Neisse, que seria la frontera del territori administrat pel govern de Polònia. (La frontera final entre Alemanya i Polònia es discutiria en una conferència de pau final.)
- El reassentament de forma "humana i ordenada" de les minories alemanyes de "Polònia, Hongria i Txecoslovàquia".
- Acord per a la reconstrucció. Els aliats van estimar les seves pèrdues en 200 mil milions de dòlars. Alemanya va ser obligada a pagar únicament 20 mil milions en productes industrials i mà d'obra. No obstant això, la Guerra Freda va evitar que es pagués aquest deute.
- La declaració de Potsdam, que va subratllar els termes de la rendició per al Japó.
- La resta dels assumptes havien de tractar-se en una conferència de pau final tan aviat com fóra possible.
- Això duria més tard a un món bipolar en la Guerra Freda, on per primera vegada el comunisme i el capitalisme se separen d'una forma física.